# Achim Holub

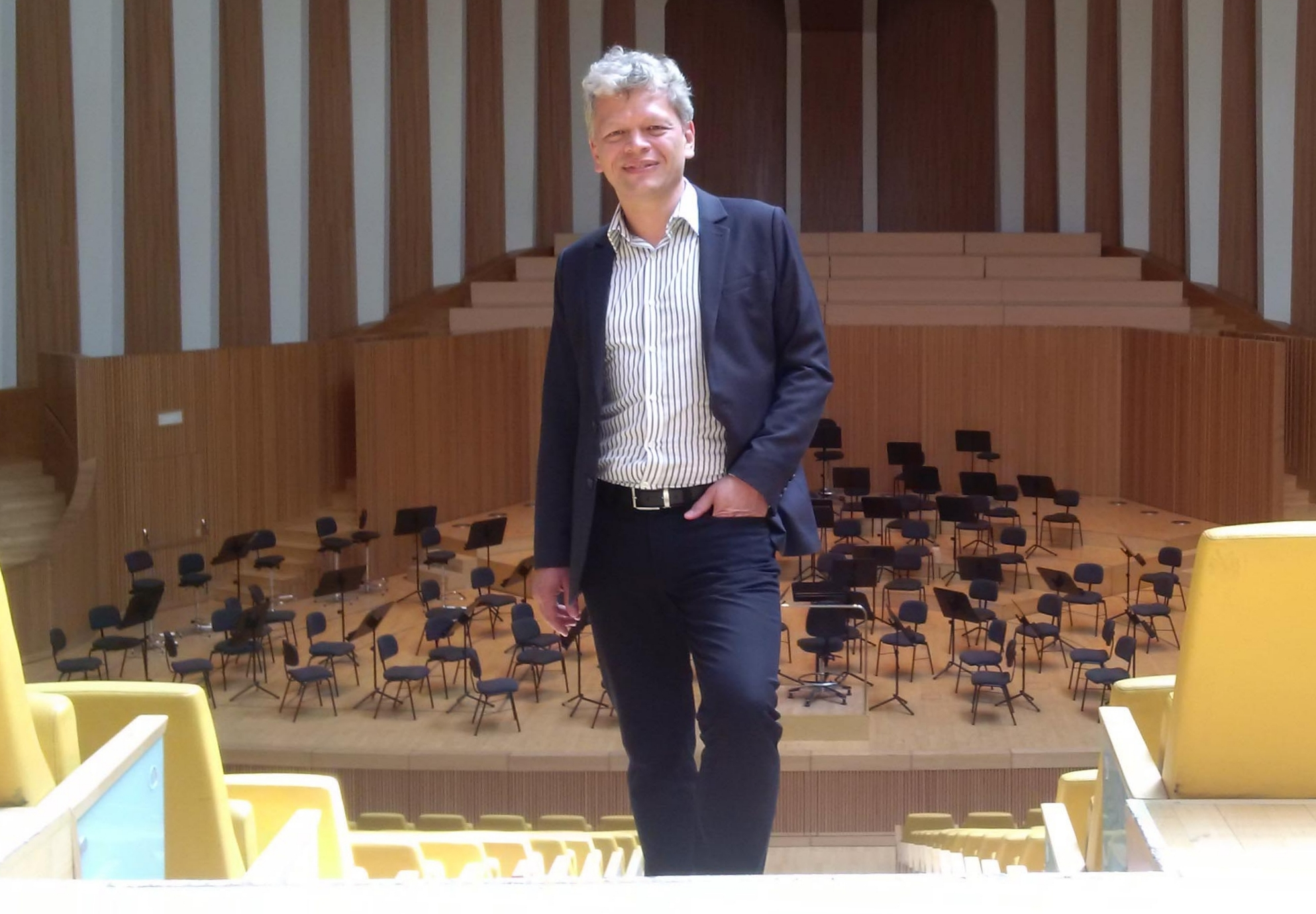
Achim Holub

Achim Holub (* 1966 in Graz) ist ein österreichischer Dirigent.

## Leben
Achim Holub studierte bei Milan Horvat an der Universität für Musik und darstellende Kunst Graz, bei Michael Gielen am Mozarteum Salzburg und Ferdinand Leitner an der Accademia Musicale Chigiana. In den 90er-Jahren war er assistierender Dirigent der Berliner Philharmoniker, des NDR-Sinfonieorchesters sowie der Wiener Philharmoniker. 2001 gründete er die Kammerphilharmonie Graz, deren künstlerischer Leiter er ist. Seit 2010 ist Holub Chefdirigent der London Classical Soloists. Ferner arbeitete er mit John Eliot Gardiner und bekannten Solisten wie der österreichischen Gitarristin Johanna Beisteiner oder dem britischen Pianisten Nick van Bloss.

## Diskografie (Auswahl)
- Franz Lehár: Die Lustige Witwe (Deutsche Grammophon, 1994)[6]
- Gustav Holst: The Planets / The Warriors (Deutsche Grammophon, 1995)[7]